# Ljudska univerza Slovenska Bistrica
Ljudska univerza Slovenska Bistrica je ljudska univerza s sedežem na Partizanski ulici 22 (Slovenska Bistrica); ustanovljena je bila leta 1991.